# Qiang (historiskt folk)
Qiang (羌; Qiāng) är en historisk nomadfolk som levde i västra Kina. De bodde ursprungligen huvudsakligen i Hexikorridoren i Gansu, men senare även i Sichuan och Shaanxi Etniskt var Qiangfolket tanguter och besläktade med tibetanerna. Qiangfolket grundade de båda kinesiska dynastierna Senare Qin och Xixiadynastin.
Qiangfolket var förknippade med boskapsskötsel vilket framgår i tecknet för Qiang (羌) som är uppbyggt av tecknet för får (羊) och person (人). Eventuellt var Qiangfolket under äldre tider aldrig enade under en och samma ledare, utan levde huvudsakligen som ett flertal boskapsskötande nomadgrupper såsom Maoniu (牦牛), Baima (白馬) och Canlang (參狼). Det förekommer även grupper som bedrev jordbruk.
Namnet Qiang lever idag kvar i den moderna minoritetsfolket Qiang.

## Historia
Qiangfolket betalade tribut till kinesiska Shangdynastin (ca 1600–1046 f.Kr) och är omnämnda i orakelbensskriften.
I Dokumentens bok beskrivs att Qiang hjälpte kung Wu av Zhou (fl. 1046 f.Kr.) att störta Shangdynastin.
Under den kinesiska Zhoudynastin (1046–256 f.Kr.) finns det källstöd att Qiang var en del nomadfolket Rong. Vid flera  tillfällen under regenttiden för kung Xuan av Zhou (827–782 f.Kr.) och kung You av Zhou (781–771 f.Kr.) besegrades de kungliga kinesiska arméerna av Rong/Qiang som även förstörde dess huvudstad Haojing, vilket ledde till att det kinesiska hovet flyttade huvudstaden till Wangcheng (dagens Luoyang). Under Vår- och höstperioden (770–481 f.Kr.) hade Rong/Qiang militärt samarbete med den kinesiska feodalstaten Jin. Vid tiden för De stridande staterna attackerade Rong/Qiang byar som tillhörde staten Qin varefter de 272 f.Kr. tvingades till underkastelse av kung Zhaoxiang av Qin.
I takt med att Qin expanderades drevs Qiang mot sydväst, och under kinesiska Handynastin (206 f.Kr.–220) levde Qiangfolket kring de Gula flodens övre sträckningar.
Under inledningen av Handynastin tvingades Qiang till underkastelse av nomadfolket Xiongnu, varefter Qiang förhandlade med den kinesiska kejsaren och fick tillåtelse att bosätta sig längre öster ut, i dagens provins Gansu där de även fick militärt skydd mot Xiongnu.
Under tiden för De tre kungadömena (220–280) stred Qiangfolket både för Shu Han och Cao Wei varefter de bosatte sig i Sichuan och Shaanxi tillsammans med den kinesiska befolkningen.
Under epoken för De sexton kungadömena (304–439) grundade Qiangfolket dynastin Senare Qin, som existerade 384 till 417. Under denna epok var Kina splittrat och styrdes till stor del av icke-Hankineser. Tillsammans med Xiongnu, Xianbei, Jie och Di benämndes Qiang som en av Fem barbarer. 1038 grundade Qiangfolket, då mer kända som tanguter, Xixiadynastin.